# Eivind Aarset
Eivind Aarset (Kolbotn, 23 marzo 1961) è un chitarrista norvegese che si muove tra jazz, avanguardia e musica ambient.
Erede di lungo corso di una tradizione che parte dal Miles Davis elettrico, nella sua carriera ha collaborato con musicisti del calibro di Arild Andersen, Rebekka Bakken, Jan Bang, Michel Benita, Mari Boine Persen, Tore Brunborg, Lars Danielsson, i Food, Paolo Fresu, Tigran Hamasyan, Bendik Hofseth, Mike Mainieri, Marilyn Mazur, Oystein Sevag, Andy Sheppard, Sly & Robbie, Torbjorn Sunde e David Sylvian.
Tuttavia, le sue esperienze più significative sono quelle al fianco di quei trombettisti che hanno rivoluzionato il suono dello strumento: Jon Hassell, Arve Henriksen, e Nils Petter Molvaer.
Dopo alcuni album pubblicati con la Jazzland, ha inciso Dream logic per la ECM. Con i sodali Jan Bang ed Erik Honoré, il disco raduna una progettazione timbrica di melodie, sculture sonore e paesaggi sonori. Aarset è un chitarrista d'avanguardia con un grande senso di suoni elettronici, fortemente espressivo. In lui, l'uso della chitarra ha più la funzione di fonte sonora manipolabile e di strumento per la composizione di texture sonore che non un ruolo melodico tradizionale. Il suo stile musicale è spesso associato al cosiddetto nu jazz.
Richiestissimo negli studi di registrazione di mezzo mondo, è ormai da più parti considerato come uno dei più significativi innovatori della chitarra elettrica del XXI secolo.

## Discografia
- 1998 – Electronique noire
- 2001 – Light extracts
- 2004 – Connected
- 2007 – Sonic codex
- 2008 – Latitudini. Omaggio alla World Music (con Paolo Fresu & Dhafer Youssef)
- 2010 – Live Extracts
- 2012 – Dream Logic
- 2014 – In Memoriam (con Stefano Battaglia e Michele Rabbia)
- 2015 – I.E
- 2021 – Phantasmagoria, or A Different Kind of Journey
- 2023 – Last Two Inches of Sky (con Jan Bang)